# Żaneta Durak
Żaneta Joanna Durak (ur. 27 sierpnia 1989 w Wągrowcu) – polska koszykarka, występująca na pozycji rzucającej.

## Osiągnięcia
Na podstawie, o ile nie zaznaczono inaczej.

### Drużynowe
Seniorskie
- Wicemistrzyni I ligi (2007)
- 3. miejsce w I lidze (2013)

Młodzieżowe
- Mistrzyni Polski:
  - juniorek starszych (2007)
  - juniorek (2007)[2]

### Indywidualne
- MVP grupy B I ligi polskiej (2017)[3]
- Zaliczona do I składu najlepszych zawodniczek:
  - I ligi grupy B (2017)[3]
  - mistrzostw Polski juniorek:
    - 2007[2]
    - starszych (2007)

### Reprezentacja
Młodzieżowe
- Wicemistrzyni Europy U–20 dywizji B (2008)
- Brązowa medalistka mistrzostw Europy U–16 (2005)
- Uczestniczka:
  - uniwesjady (2011 – 15. miejsce)
  - mistrzostw Europy:
    - U–20 (2009 – 5. miejsce)
    - U–18 (2006 – 14. miejsce, 2007 – 4. miejsce)